# Sergio Rico
Sergio González Rico (Sevilla, 1993. szeptember 1. –) spanyol válogatott labdarúgó, a katari al-Gharafa játékosa.

## Pályafutása

### Klubcsapatokban

#### Sevilla
A Sevilla saját nevelésű labdarúgója és szerepelt a Sevilla Atlético csapatában. 2011-ben leülhetett a bajnokságban a felnőtt csapat kispadjára, de pályára nem lépett. 2013. július 1-jén írta alá első profi szerződését a klubbal két évre. 2014 szeptemberében Beto és Mariano Barbosa is megsérült, így ő lépett első számú kapussá. Szeptember 14-én a Getafe CF ellen debütált a spanyol első osztályban. Négy nappal később az Európa-ligában is debütált a Feyenoord csapata ellen.
A szezon második felétől első számú kapusa lett csapatának, melynek eredményeképpen egy évvel meghosszabbította szerződését. A bajnokságban 21 bajnokin védett, a kupában 5 illetve az Európa-ligában 11 mérkőzésen szerepelt a csapatban. Ő állt a kapuban a Dnyipro Dnyipropetrovszk ellen 3-2-re megnyert mérkőzésen a 2015-ös Európa-liga-döntőjében, mint ahogy egy év múlva is az ő nevével kezdődött az összeállítás, amikor a bázeli döntőben a Sevilla a Liverpoolt 3-1-re legyőzve sorozatban harmadszor is elhódította a kupát.

#### Fulham
2018 nyarán az angol élvonalba feljutó Fulham vette kölcsön. Október 27-én mutatkozott be a Bournemouth elleni bajnoki mérkőzésen. Ezt követően ő vált az első számú kapusává a klubnak, kiszorítva Marcus Bettinellit.

#### Paris Saint-Germain
2019. szeptember 1-jén csatlakozott a francia Paris Saint-Germain csapatához kölcsönbe vásárlási opcióval. Szeptember 11-én mutatkozott be a bajnokságban a Brest ellen, miután Keylor Navas sérült volt. 2020. június 29-én két hónappal meghosszabbították kölcsönszerződését a Covid19-pandémia miatt. Augusztus 12-én az olasz Atalanta elleni mérkőzésén Navas megsérült, ezért csereként lépett pályára az UEFA-bajnokok ligája nyolcaddöntő mérkőzésén. A következő fordulóban a német RB Leipzig ellen már kezdőként lépett pályára. Szeptember 5-én érvényesítette a klub a vásárlási opciót és 6 millió euróért szerződtette.

#### Mallorca
2022. január 21-én a szezon végéig kölcsönben a Mallorca csapatába került.

#### Al-Gharafa
2024. szeptember 29-én a katari al-Gharafa csapatába igazolt.

### A válogatottban
2015. május 26-án sevillai csapattársával, Aleix Vidallal bekerült a spanyol labdarúgó-válogatott Costa Rica-i labdarúgó-válogatott elleni barátságos mérkőzésének, illetve a fehérorosz labdarúgó-válogatott elleni 2016-os labdarúgó-Európa-bajnokság selejtező mérkőzésnek a keretébe. 2016. június 1-jén a dél-koreai válogatott elleni felkészülési találkozón a 74. percben váltotta Casillast, ezen a mérkőzésen mutatkozott be. A 2016-os labdarúgó-Európa-bajnokságon a válogatott harmadik számú kapusa volt Iker Casillas és David de Gea mögött.

## Sikerei, díjai
- Sevilla
  - Európa-liga: 2014–15, 2015–16
- Paris Saint-Germain
  - Francia bajnok: 2019–20, 2021–22
  - Francia kupa: 2019–20, 2020–21
  - Francia ligakupa: 2019–20
  - Francia szuperkupa: 2020